# Cladonia connexa
Cladonia connexa är en lavart som beskrevs av Vain. Cladonia connexa ingår i släktet Cladonia och familjen Cladoniaceae.   Inga underarter finns listade i Catalogue of Life.